# Santa Lucia (Tolentino)
Santa Lucia è una località della Val di Chienti nel comune di Tolentino. È situata sulla collina omonima attraversata dalla strada provinciale 76 che la collega a San Severino Marche e dalla strada comunale di contrada Santa Lucia che la collega alla frazione di San Giuseppe.
La località non ha un vero e proprio nucleo urbano unito ma è costituita da molte case vicine tra loro e la sua importanza è data dal fatto che qui ci sono le famose Terme di Santa Lucia con acque termali utili a risolvere problemi respiratori e diuretici.
Le terme inoltre hanno un centro estetico, un centro benessere, ambulatori polispecialistici (inclusi quelli di cardiologia, ginecologia, pneumologia) e il centro provinciale di medicina dello sport. Nella località di Santa Lucia è presente anche l'imbottigliamento dell'acqua oligominerale Acqua Santa Lucia Tolentino.